# Jerzy Gerżabek
Jerzy Roman Czesław Gerżabek (ur. 22 kwietnia 1903 w Schodnicy, zm. 7 września 1939) – polski poeta, satyryk, oficer rezerwy Wojska Polskiego.

## Życiorys
Urodził się 22 kwietnia 1903 w Schodnicy, w ówczesnym powiecie drohobyckim Królestwa Galicji i Lodomerii, w rodzinie Władysława i Kazimiery z Wierzbickich.
Był uczniem Zakładu Naukowo-Wychowawczego Ojców Jezuitów w Chyrowie. W 1920 jako ochotnik walczył na wojnie z bolszewikami w szeregach 205 pułku artylerii polowej. 3 czerwca 1921 ukończył naukę w klasie VIII zakładu w Chyrowie i zdał maturę.
16 października 1926 przeprowadził się z Lwowa do Poznania, gdzie studiował. Uzyskał absolutorium na Wydziale Filozofii. Był związany z redakcją prawicowego Kuriera Poznańskiego, od 1937 był kierownikiem Wydziału Prasowego Rozgłośni Poznańskiej Polskiego Radia. Mieszkał w Poznaniu przy ul. Fredry 12. Autor tekstów piosenek (m.in. „Wystarczy jedno słowo” z repertuaru Hanki Ordonówny) i audycji radiowych. Był także sekretarzem generalnym Polskiego Związku Bokserskiego.
Na stopień podporucznika rezerwy został mianowany ze starszeństwem z 1 stycznia 1932 w korpusie oficerów piechoty. W 1934, jako oficer rezerwy piechoty pozostawał w ewidencji Powiatowej Komendy Uzupełnień Poznań Miasto. Posiadał przydział do 2 pułku pancernego w Żurawicy.
W kampanii wrześniowej 1939 walczył jako dowódca II plutonu szwadronu samochodów pancernych 71 dywizjonu pancernego. 2 września brał udział w wypadzie Wielkopolskiej Brygady Kawalerii na terytorium Niemiec, gdzie we wsi Załęcze jego pluton zniszczył kilka pojazdów niemieckich. 7 września dowodzony przez niego pluton otrzymał rozkaz rozpoznania drogi Poddębice–Gostków–Łęczyca. Koło Jankowa jego samochód został trafiony i spalony, a on sam miał polec. Według A. Kunerta i Z. Walkowskiego zmarł w szpitalu wojskowym i pochowany został w Ostrzeszowie.
23 lutego 1928 w Poznaniu ożenił się z Zofią Małachowską (ur. 18 kwietnia 1905 w Krakowie), artystką malarką, z którą miał córkę Anną Barbarę Wandę (ur. 16 marca 1928).

## Ordery i odznaczenia
- Krzyż Srebrny Orderu Wojennego Virtuti Militari pośmiertnie[12]
- Medal Pamiątkowy za Wojnę 1918–1921[2]